# BSブランチ
BSブランチ（ビーエスブランチ、BS BRUNCH）は2002年6月1日から2012年9月29日までBSデジタルのBS-TBSで『王様のブランチ』第1部終了後の毎週土曜日11:42 - 11:53(JST)に放送されていた情報バラエティ番組。音楽・映画・演劇など幅広くアートなエンターテインメントを放送していた。

## 番組概要
- 2002年6月1日開始。
- 放送時間帯は11:42 - 11:53（地上波TBS系では『JNNニュース』（2009年4月 - 2010年3月は『THE NEWS』）を放送）
- 2003年7月26日放送分（第2期）からメンバーによる音楽・映画・演劇など幅広いエンターテインメントを取り上げている。
- 8期以降からは1年ごとにフォーマットやコーナーがリニューアルされているため、それらの変更点を記す。

第8期（2009年10月10日 - 2010年10月23日）
- 独立していたオープニング映像がOP映像から本編パートに連続するようになった
- MCがコーナー紹介した時にコーナー名のロゴが出なくなり、第7期まで左上に位置していた対決コーナー名のロゴも出なくなった
- ジングルに「I Got You (I Feel Good)」（ジェームス・ブラウン）を使用
- 勝者のPRタイム終了後にジングルを挟んでいたのが無くなり、そのまま連続して流れる形式になった（11月21日放送分からはジングルを挟む方式に戻った）
- 敗者のPRタイムが約10秒に指定
- エンディングの「SEE YOU NEXT WEEK」部分（小躍り）が廃止（「デジタル写真塾」のみあり）
- カメラマンの柳沼真太郎のクレジットが11月14日放送分（＃371）から「しんたろう」名義になった
- 「デジタル写真塾」は一人一人に採点する仕方になった（それまでは全員の写真を一通り見てからだった）
- 11月21日放送分からOPの名前フォントと出演者クレジットのフォントが変更された

第9期（2010年10月30日 - 2011年10月29日）
- サブMCが廃止され、MC制は1人になった（その時MCの顔を極端にカメラがアップするという演出になった）。
- 従来のスタジオ収録に加え、今期から屋外ロケも行われるようになった。
- 新コーナー「ブランチ工房」（RIKACO×SAMANTHA THAVASA NEW YORK）開始、RIKACOプロデュースのサマンサタバサニューヨークのバッグを紹介。中盤以降は本編終了後にRIKACOのプロデュース商品を40秒で紹介していた。

## 対決
- 毎週映画、芸人などのテーマのジャンルが出演し、ゲストにちなんだクイズに答えたり芸を見せたりして勝ったチームに1分間のPRタイムが設けられる（2-2で引き分けの場合は両者30秒ずつ）

## BSブランチガール
MCは第8期までは6人の中から持ち回りで2人ずつで担当、第9期以降は1人か2人で持ち回りで担当

### 過去メンバー
第1期（2002年6月1日 - 2003年7月19日）
- 高田真希子
- 高木りな
- 谷口絵梨
- 桜井映里
- 西端さおり
- 菊利友佳子

第2期（2003年7月26日 - 2004年9月11日）
- 熊田曜子
- 細野佑美子
- 真崎麻衣
- 田村祐
- 須堯麻衣
- 津田恵

第3期（2004年9月18日 - 2005年10月1日）
- 夏川純
- 小島由利絵
- 山口由香里
- 丸居沙矢香
- 小松世奈（現・桜井せな）
- 織田菜月

第4期（2005年10月8日 - 2006年9月2日）
- 後藤ゆきこ
- 松崎千奈
- 安藤絵里菜
- 早美あい
- 折原ゆう
- 山崎裕子

第5期（2006年9月9日 - 2007年10月27日）
- 石井瞳
- 歌原奈緒
- 佐藤和沙 ※2007年9月22日から10月20日まではケガのため出演なし（補足の欄参照）
- 実はる那
- 西田美歩
- 吉井宇希

第6期（2007年11月3日 - 2008年10月25日）
- 亜希子
- 安達牧
- 秦みずほ
- 深川愛
- 三井麻由
- 吉川まりあ

第7期（2008年11月1日 - 2009年10月3日）
- 関根和美
- 笹丘明里
- 安田香織
- 半田杏
- 相澤ひな子
- MAISA

第8期（2009年10月10日 - 2010年10月23日）
- 中村知世
- 池田夏希
- 丸尾みゆき
- 門倉亜美
- 広瀬ゆうき
- 夏生ありさ

第9期（2010年10月30日 - 2011年10月29日）
- 川原真琴
- 小林さり ※体調不良のため2011年8月6日放送分から欠席（その後最終回まで出演なし補足の欄参照）
- 疋田英美
- 八木静里菜
- 山口綾子
- あいみ

第10期（2011年11月5日 - 2012年9月29日）
- 坂口佳穂
- 佐藤雪
- 三木にこる
- 皆本麻帆
- 安田由紀奈
- 和田絵莉

## ゲスト
※〔〕はその週のメインMC、名前の太字は勝者（引き分けは両方太字）、（）は登場回数

## 主な対決
※「デジタル写真塾」を除いて引き分けの場合は両者30秒のPR

※敗者にも少しだけ告知は可能
映画対決
映画の宣伝担当に○×クイズを5問出題、勝った方に1分間のPRタイムを与える。
2人の解答者が互いに正解や不正解が一致することが多いせいか、MCから「このままだと○対○で引き分け（負け）かも…」と促される場面が多いため、引き分けはない対決と思われていたが、2008年10月4日放送分（＃314/「ボーダータウン 報道されない殺人者」「マルタのやさしい刺繍」）で初の引き分け（2-2）が実現した。
お笑い対決
新進気鋭の芸人2組が登場し、90秒間自慢のネタを披露する。勝った芸人には1分間ライブPRが出来る。
デジタル写真塾
BSブランチガールがあるテーマを基にそれぞれ写真を撮ってきて、その出来栄えで勝負する。
1人1人の写真についてカメラマンのしんたろう（2009年10月3日までは柳沼真太郎）がアドバイス、採点し最後に自身が深い写真の世界を紹介する。
あくまでしんたろうの独断と偏見で採点しているため評価はまちまち（過去最高点は25点）であるが、他人に撮ってもらった写真やテーマに合わない写真は0点にされる場合がある（過去例に第6期の吉川まりあが2008年3月1日放送分で自分で撮った写真だったことを言ってしまったケースがある）。
最終回は大抵このコーナーが多い。
演劇対決（劇団対決）
2組の劇団が登場し、90秒間披露する。勝った劇団には1分間ライブPRが出来る。
インディーズ対決
インディーズバンドの宣伝担当に音楽○×クイズを5問出題、クイズに勝ったバンドに1分間のPRタイムを与える。
DVD対決
2008年2月23日新登場。DVD作品の宣伝担当にクイズを出題し、勝った方に1分間のPRタイムを与える。
妄想弁当
BSブランチガールたちが妄想のシチュエーションのもと手作り弁当を作る。9期から新設。
ロケ企画
話題のスポットに出かけ、さまざまな企画にチャレンジする。9期から新設。
ブランチ工房
BSブランチガールと企業がコラボして一つの商品を作り上げる過程を追うドキュメント企画。9期から新設。

### 行われていないコーナー
QUIZ the INTERNATIONAL
第5期の2007年5月19日放送分のみ行われたコーナー。世界各国の魅力ある国を紹介して、その国のよさをみんなに知ってもらおうというものだった。

## 補足
- 以前は同番組の次に『BSブランチ Teen Up』（2007年4月7日 - 6月23日）が11：53 - 11：59に放送されていた。
- 「QUIZ the INTERNATIONAL」の初回はグルメの国として有名な韓国を取り上げ、韓国にまつわるクイズが5問出題。勝者には最高においしい韓国料理屋に招待され、佐藤は収録後、港区赤坂にある「一龍」で骨付きカルビを食した。
- ＃251のお笑い対決では最初の判定では4-0でマンゴスティンの完勝であったが、途中西田がドラハッパーに変え、気を使わせた（同じ松竹芸能所属で西田の後輩であるため）
- 第5期の佐藤和沙は2007年7月上旬に別の番組収録中に怪我を負ったため、9月22日放送分（＃264）から療養。番組上ではその説明は一切されず、第5期最終回の10月27日放送分（＃269）に後日収録でコメントをしたのみであった。
- 第9期の小林さりは体調不良のため2011年8月6日放送分（＃456）から欠席（番組では一切説明なし）。最終回（＃468）の「UPで卒業ポエム」も小林だけポエムの別録りはなかった。

## 制作
- メディアネーション
- ナインフィールド
- プロデューサー：大野克己
- 構成：金沢英明
- ディレクター：村松敬太
- アシスタントディレクター：北原進也
- 撮影：井戸祐一
- VE：池谷真一
- 編集：芦田先（Image Digital）
- MA：東麻奈美（Image Digital）

### 11:53 - 11:59
現在
- ロック⑥オン（2009年4月4日 - ）

CM『Midnight放送室』（桐谷美玲出演、『激モテ!セブンティーン学園』連動）含む
過去
- BSブランチ Teen Up
- あこがれの朝~Hotel Breakfast~（2007年10月27日,11月3日,12月1日,12月29日,1月26日,2月2日(10月3日～ 22:54～23:00の再放送)）